# Centre de transmissions de la Marine nationale de Rosnay
Pour les articles homonymes, voir HWU.
Le Centre de transmissions de la Marine nationale de Rosnay ou Émetteur HWU est une station d'émission radio, en très basse fréquence (VLF) utilisée par les forces sous-marines de la Marine nationale française pour transmettre des informations et ordres aux sous-marins. Son indicatif est HWU.
Il est le plus grand centre de transmission de France. Il fait partie avec l'émetteur de Sainte-Assise du réseau de transmission de la force océanique stratégique française. Sa mission principale consiste à acheminer les transmissions de la force océanique stratégique, implantée à Brest, vers les sous-marins nucléaires lanceurs d’engins (SNLE) et les sous-marins nucléaires d’attaque (SNA), à la mer.

## Situation
Le centre de transmissions est situé sur les territoires des communes de Rosnay et Migné, dans le département de l'Indre, en région Centre-Val de Loire.
Il se trouve au cœur du parc naturel régional de la Brenne et s’étend sur 550 ha.

## Histoire
Rosnay a été choisi à la fin des années 1960, tout d'abord pour des raisons techniques, le terrain étant bon conducteur des ondes électromagnétiques très basses fréquences mais également parce que la protection du site est considérée comme aisée.
Les travaux d’infrastructure d'arasement du relief ont eu lieu en 1966,.
L'officier principal des équipages Raoult est le premier commandant du site en 1967. Le centre entre en service le 1er juillet 1971 et commence ses émissions opérationnelles pour accompagner la première patrouille du Redoutable le 28 janvier 1972.
Le centre a fait l'objet de rénovations pour la première fois au début des années 1980 et, pour la seconde fois, en 2000.
Les vestiges d’une route gallo-romaine et des murets d’étang en pierres sèches non maçonnées, dont il ne reste que très peu d’exemplaires en Brenne sont présents et font l'objet d'une protection.

## Infrastructures
Le site est maillé par 23 km de routes.

### Bunker
Le bunker comporte deux portes d'entrées blindées pesant chacune 40 tonnes. Il mesure 70 m de long, 70 m de large et 15 m de haut. 830 000 m3 de terre, 3 000 tonnes de ferrailles et 70 000 tonnes de béton ont été nécessaires à sa construction, entre 1966 et 1970. De plus, quatre groupes électrogènes assurent la continuité de l'alimentation électrique en cas de coupure de courant.
En cas de conflit, 40 hommes pourraient y vivre pendant dix jours en autonomie complète.

### Pylônes
Le CTM de Rosnay utilise treize, pylônes répartis en forme hexagonale (2 km de diamètre), dont six d'une hauteur de 270 m et six autres d'une hauteur de 210 m.
Le pylône central, avec ses 357 m,, détient quant à lui le record de la plus haute structure de France.
Ces pylônes émettent des signaux horaires et de synchronisation sur 18,3 kHz, 21,75 kHz et 22,6 kHz. Concernant les fréquences qui seraient réellement utilisées pour transmettre l'ordre de tir émanant du président de la République française (ordre émis depuis le PC Jupiter du palais de l'Élysée), celles-ci sont totalement secrètes et bénéficient d'un très haut niveau de classification militaire y compris pour le chiffrement des transmissions.

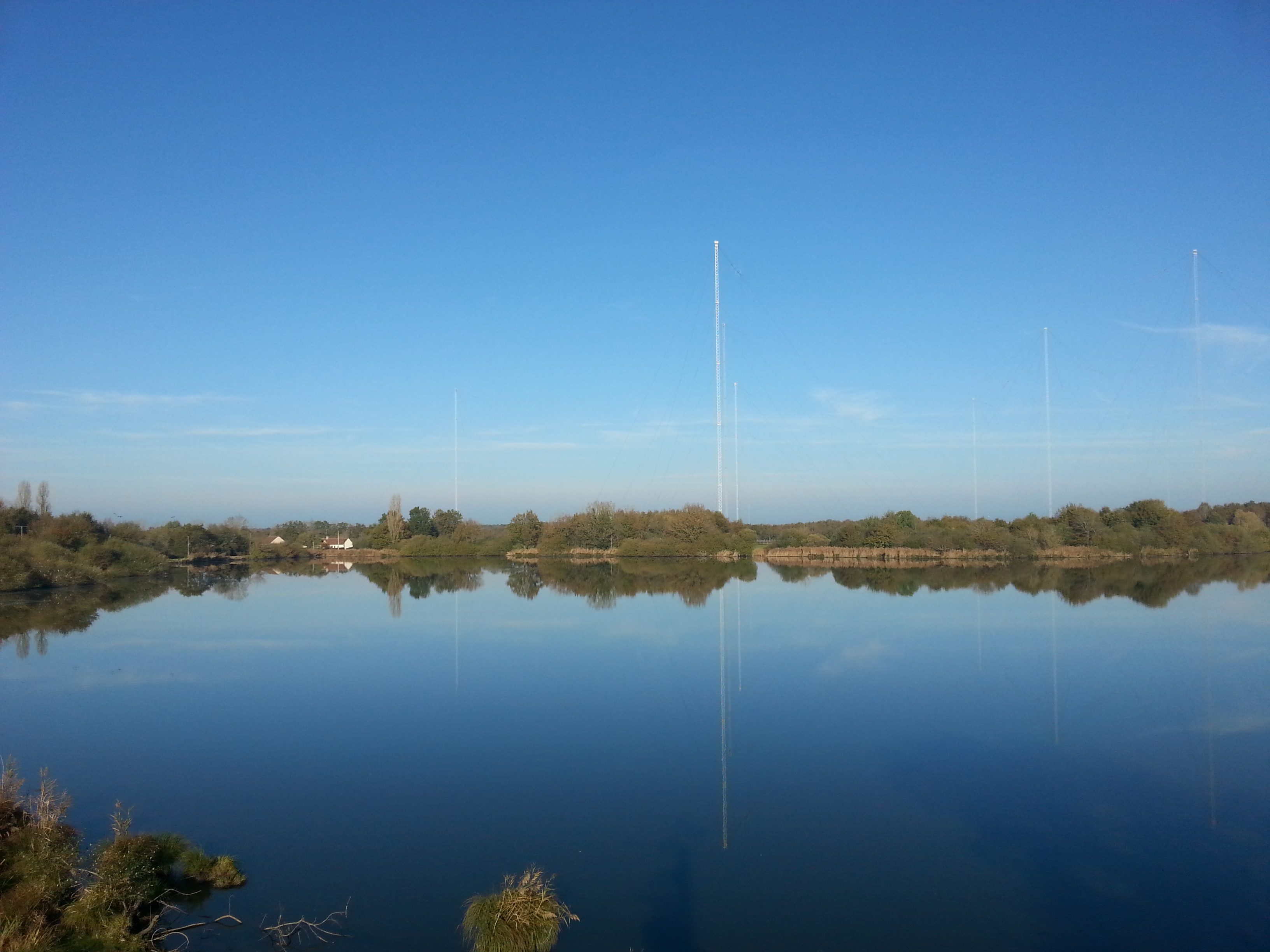
Antennes du centre de transmissions et l'étang du Coudreau.
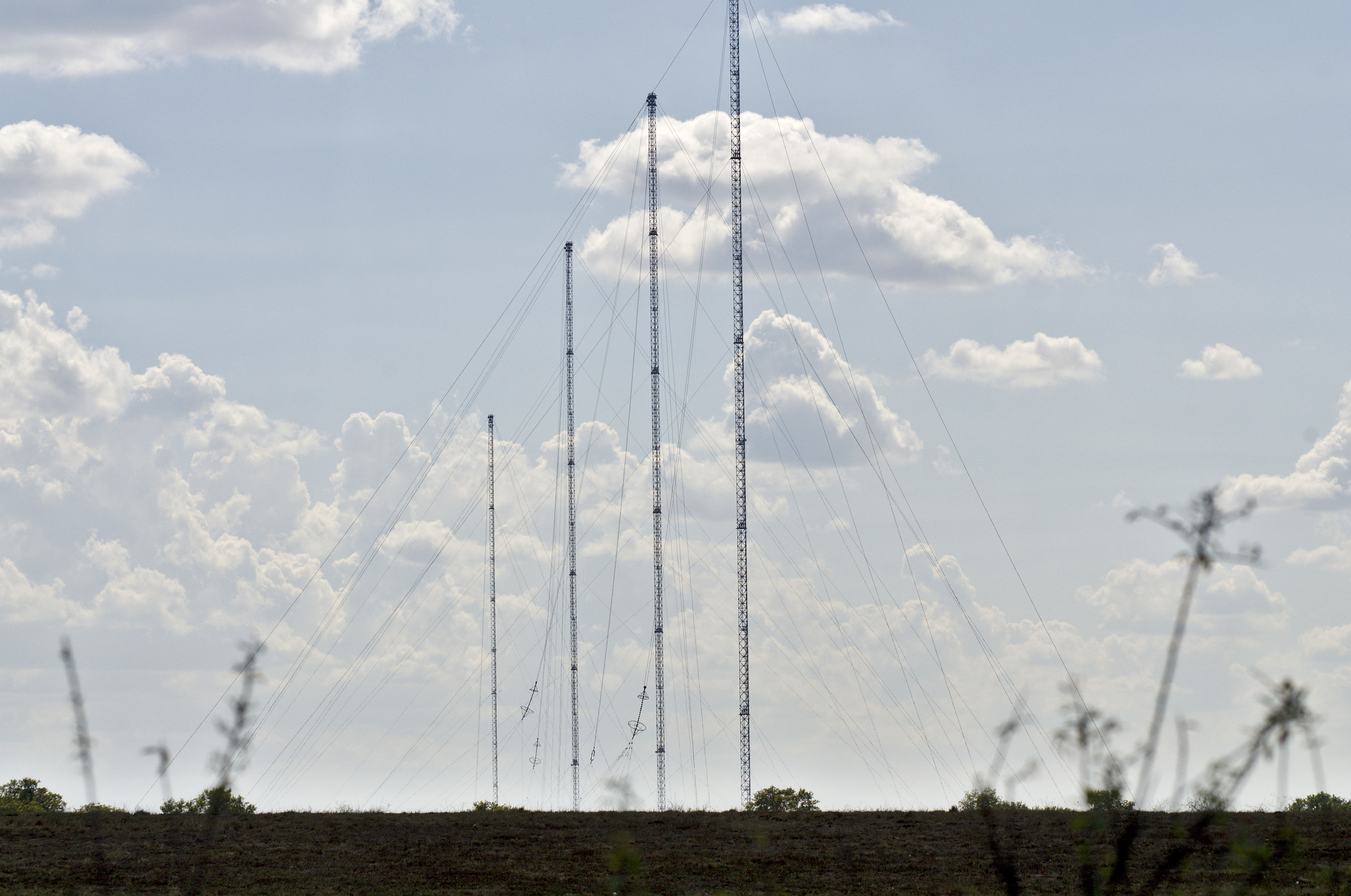
Antennes.

## Ondes
Les ondes VLF pénètrent en effet dans quelques mètres d'eau et peuvent donc être reçues par les sous-marins en plongée, à l'immersion périscopique par une antenne située dans les superstructures, ou en plongée profonde par l'intermédiaire d'une antenne filaire remorquée.

## Sécurités
- Les équipements émetteurs sont enterrés, conformément aux normes Tempest militaires les plus strictes et totalement enfermés dans des cages de Faraday pour garantir en toute circonstance leur fonctionnement y compris en présence d'une attaque nucléaire génératrice d'IEM-HA (impulsions électromagnétiques de haute altitude).
- Des fusiliers marins[1],[3] (avec 15[3] chiens) sont également présents pour la protection du centre
- Une brigade[1] de gendarmerie maritime a également été créée
- Des systèmes antichars[1] sont implantés
- Un total de 8,5 km[3] de clôtures électriques[1] et autres clôtures entoure le centre
- Un système de vidéo surveillance[1] est aussi opérationnel

## Personnels
En 2018, le centre emploie 190 personnes dont 13 civils et 177 militaires, dont la moitié est destinée à la protection du site avec la compagnie des fusiliers marins (CFM) « Le Sant » et le détachement Rosnay du pôle commissariat Avord-Rosnay du groupement de soutien de la base de défense de Bourges - Avord (GSBdD-BGA) : chargé d'assurer le soutien de l'homme du personnel présent sur site.

## Environnement
Le centre de transmissions est implanté dans un site Natura 2000 et est installé sur un terrain entièrement clos de plus de 550 hectares, qui est devenu en moins de cinquante ans une zone protégée propice au développement de la flore et de la faune sauvage.
Le milieu naturel s’y est développé à tel point qu'il est reconnu pour la richesse de sa biodiversité. Il possède sept plans d’eau, des prairies et des massifs forestiers. Depuis 2009, il met en œuvre avec l’aide de l’office national de la chasse et de la faune sauvage et le parc naturel régional de la Brenne une gestion cynégétique, piscicole, aviaire et botanique visant à maintenir et à restaurer les milieux naturels dans un bon état de conservation. L’intérêt majeur du site réside dans ses héronnières qui peuvent compter plus de mille oiseaux et ses zones sèches, utilisées pour la ponte des cistudes.
De plus, des actions sont menées de manière continue telles que le piégeage du ragondin, du rat musqué et de l’écrevisse de Louisiane (espèces nuisibles), l’entretien des prairies et des landes par fauche et broyage pour favoriser les oiseaux nicheurs (alouettes et engoulevent). La population d’hirondelles nicheuses est la plus importante du département.

## Centres de transmissions en France
La France dispose de plusieurs sites répartis dans les communes suivantes : Rosnay, (Indre), Loperhet (Finistère), Kerlouan (Finistère), Plounéour-Trez (Finistère), Sainte-Assise (Seine-et-Marne), Villepinte (Aude) et Villemagne (Aude).